# افزاره بارجفت‌شده

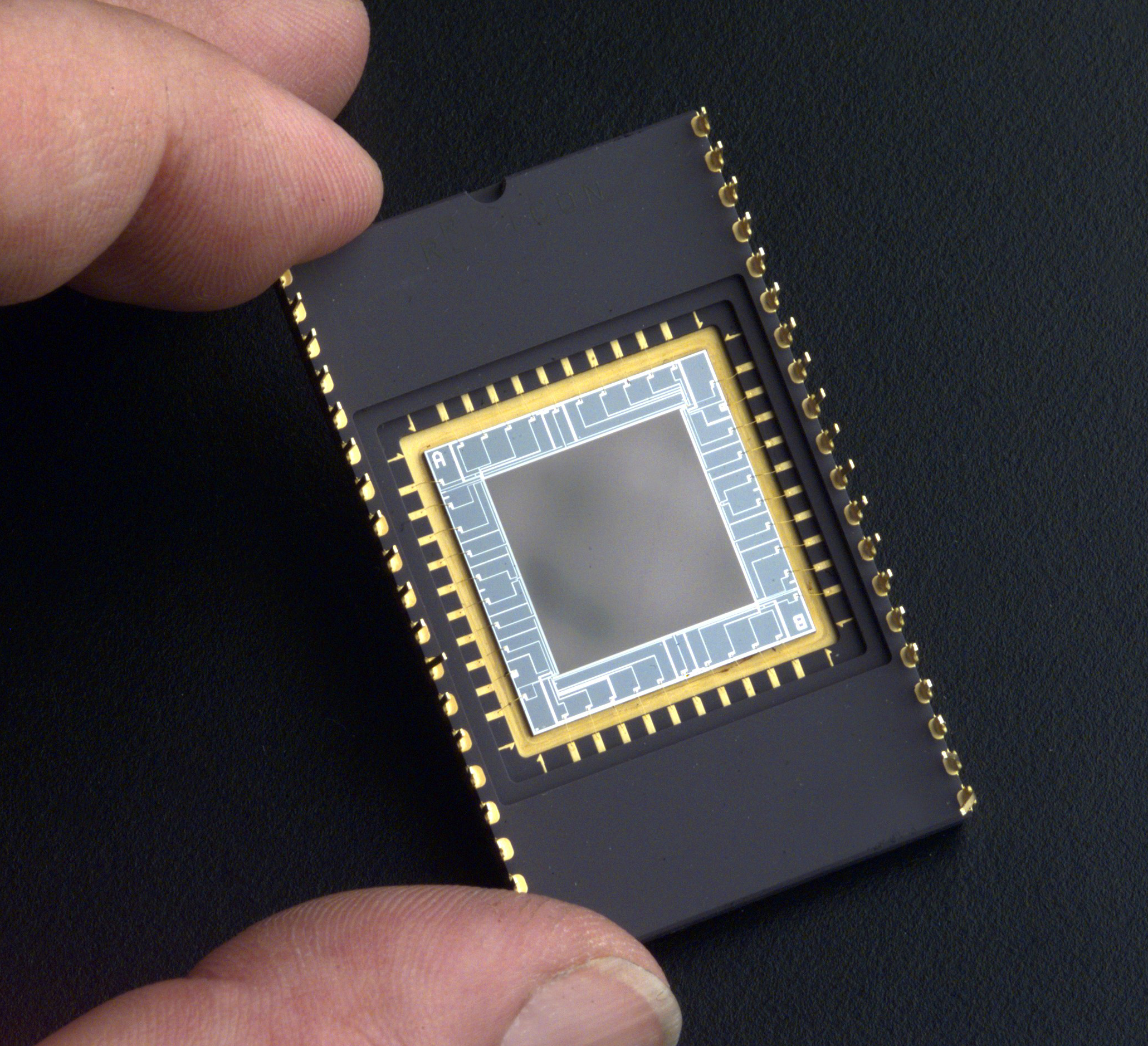
یک افزارهٔ بارجفت‌شده با کاربرد ویژه برای استفاده در تصویرسازی فرابنفش که در بسته‌بندی با لبه‌های سیم‌بندی‌شده قرار داده شده‌است.

افزاره بارجفت‌شده (به انگلیسی: Charge-coupled device، CCD) یا افزاره رنگ‌بردار (به انگلیسی: Color-Capture Device، CCD) یک حسگر تصویربرداری است که از یک مدار یکپارچه شامل آرایه‌ای از خازنهای متصل یا تزویج شده تشکیل می‌شود.

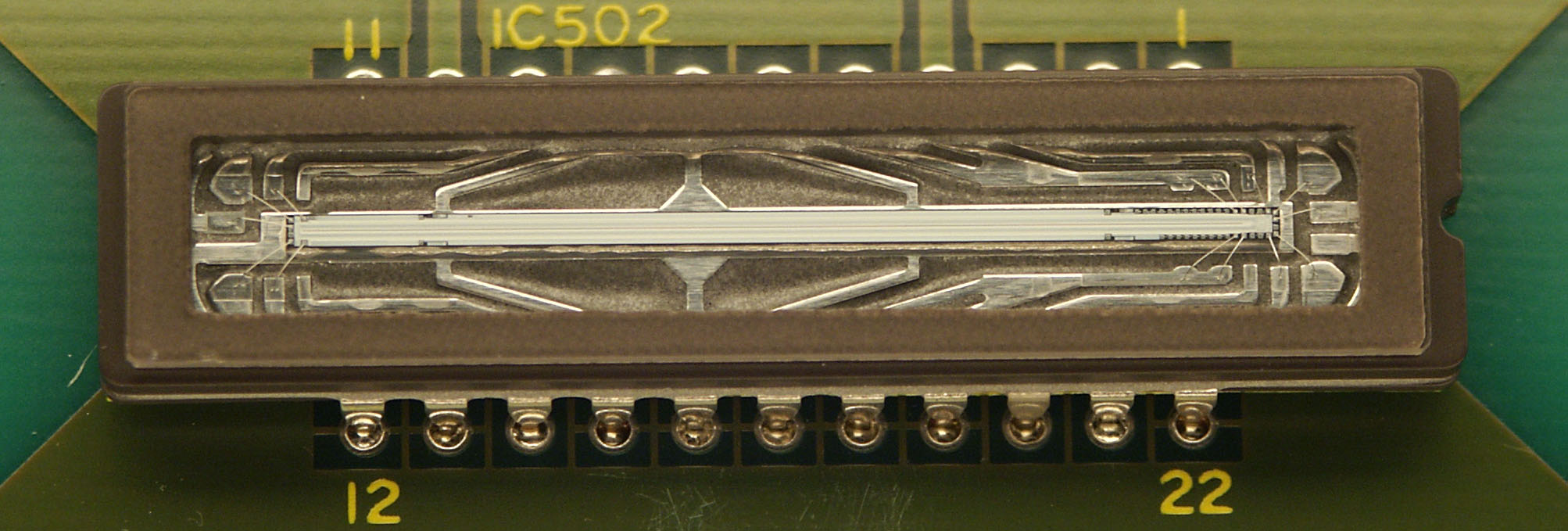
یک حسگر سی‌سی‌دی یک-بعدی موجود در دستگاه فکس.

سی‌سی‌دی قلب دوربین‌های نظارت تصویری است. سی‌سی‌دی یک فناوری آنالوگ است که تصاویری بسیار شفاف و با رزولوشن بالا را ارائه می‌دهد و در نور کم هم تصاویر بسیار خوبی نمایش می‌دهد و کمی بیشتر از حسگرهای سیماس برق مصرف می‌کند (در حدود ۹ تا ۱۲ ولت).
از این افزاره در ساخت دوربین‌های تصویربرداری و دوربین‌های عکاسی دیجیتال استفاده می‌شود.

## تاریخچه
ساختار اولیه سی‌سی‌دی در سال ۱۹۶۹ توسط بویل (Boyle) و اسمیت (Smith) از آزمایشگاه‌های بل پیشنهاد شد. این ساختار متشکل از یک سری الکترود فلزی به صورت آرایه‌ای از خازن‌های ام‌اواس بود، که هر کدام به یکی از سه الکترود موجود در یک سطر متصل شده‌اند. این دو تن به‌خاطر این ابداع، برنده نیمی از جایزه نوبل فیزیک سال ۲۰۰۹ شدند. اولین سی‌سی‌دی مربوط به تصویر برداری به فرمت ۱۰۰ * ۱۰۰ پیکسل، در سال ۱۹۷۴ توسط شرکت فرچایلد سمیکانداکتر تولید گردید. در سال بعد این وسیله در دوربین‌های تلویزیونی برای رسانه‌های تجاری و بعدها در تلسکوپ‌ها و وسایل تصویر برداری پزشکی مورد استفاده قرار گرفت.

## اساس کار

.

اساس کار سی‌سی‌دی ذخیره و پس‌گیری بار به شکل دینامیکی در رشته‌ای از خازن‌های ام‌اواس (در این قطعه از سیلیسیم به عنوان نیم‌رسانا، اکسید سیلیسیم به عنوان عایق و آلومینیوم برای الکترود گیت استفاده می‌شود. به این علت به ام‌اواس معروف هستند) است. یک خازن ام‌اواس روی بستری از نوع P قرار می‌گیرد، و به آن یک پالس مثبت و بزرگ وارد می‌شود. یک پتانسیل در زیر الکترود گیت به وجود می‌آید. در حقیقت پتانسیل سطحی یک چاه پتانسیل را تشکیل می‌دهد که می‌تواند برای ذخیره بار بکار می‌رود. اگر پالس مثبت در مدت زمانی به اندازه کافی طولانی وارد شده باشد، الکترون‌ها در سطح انباشته شده و شرایط وارونگی حالت پایدار برقرار می‌شود. منبع این بارها از الکترون‌های تولید شده با گرما در محل یا نزدیک سطح است.

در حقیقت شرایط وارونگی نشان دهنده ظرفیت چاه برای ذخیره بار است. زمان لازم برای پر کردن چاه به صورت گرمایی، زمان آرامش گرمایی نامیده می‌شود. برای مواد خوب زمان آرامش گرمایی می‌تواند بسیار طولانی‌تر از زمان ذخیره بار موجود در عملکرد سی‌سی‌دی باشد. آنچه در این روند مورد نیاز است، روش ساده برای عبور سریع و بدون اتلاف بار از یک چاه پتانسیل به چاه مجاور می‌باشد. در این صورت می‌توان بسته‌های بار را به شکل دینامیکی منتقل و جمع‌آوری کرد، تا عملیات مختلف الکترونیکی را انجام دهند.

## معماری

### سی‌سی‌دی تمام-فریم
تمام-فریم (به انگلیسی: full frame) معروف‌ترین معماری برای سی‌سی‌دی‌های استفاده شده در طیف نمائی‌های چندگانه و کاربردهای تصویر برداری است. تمام-فریم تمامی ناحیه سی‌سی‌دی را برای فتون‌های ورودی در بازه تابش نور بکار می‌گیرد. در هنگام بازخوانی، بار الکتریکی در آرایه‌های سی‌سی‌دی به‌طور متوالی شیفت داده می‌شوند و جهت جلوگیری از لکه دار شدن یا کشیده شدن تصویر، استفاده از یک شاتر(۲) الزامی است. در صورتی‌که زمان تابش نور بسیار بلندتر از سرعت بازخوانی باشد، لکه دار شدن تصاویر بسیار کم می‌شود. تمام-فریم دارای ۱۰۰٪ ضریب پُری است، به این معنی که ۱۰۰٪ مساحت هر پیکسل برای آشکارسازی فتون‌ها در لحظه تابش نور استفاده می‌شود. از آنجایی که پیکسل‌ها معمولاً مربع هستند تخریب تصویر وجود ندارد. این وسایل می‌توانند اندازهٔ پیکسلی در رنج ۶٫۸ میکرون مربع تا ۲۶ میکرون مربع را در فرمت ۵۱۲×۵۱۲ تا ۳k×4k را فراهم کنند. سی‌سی‌دی‌های تمام-فریم می‌توانند برای تابش از پشت یا روبرو نیز طراحی شوند.
در سی‌سی‌دی‌های تابش از روبرو، نور می‌بایست از لایه دروازهٔ پلی سیلیکونی (لایهٔ تخلیه) در بالای لایه سیلیکونی حساس به نور عبور کند. ساختار دروازه‌ای برای فرم دهی پیکسل در سی‌سی‌دی لازم است. به هر حال تغییر در ضرایب شکست بین محیط پلی سیلیکون و سیلیکون باعث می‌شود قسمتی از طیف نور با طول موج کوتاهتر از سطح سی‌سی‌دی منعکس شود.

### سی‌سی‌دی انتقال-فریم
معماری سی‌سی‌دی انتقال-فریم (به انگلیسی: Frame Transfer) برای مواقعی است که سرعت بالا و بازهٔ تابش نور کمی را در حدود صد یا هزار میکروثانیه مد نظر دارید که البته با شاترهای معمولی قابل دسترسی نیست.انتقال-فریم شامل یک رجیستر موازی است که به دو قسمت تقسیم شده‌است. نور در قسمت بالائی این رجیستر موسوم به آرایه تصویر متمرکز می‌شود. ناحیه دوم موسوم به آرایه ذخیره نیز مقدار آرایه تصویر را گرفته و به عبارتی با آن برابر می‌شود و یک ماسک کدر بر روی ناحیه موقتی عکس گذاشته می‌شود. یک بار که آرایه تصویر در معرض نور قرار گرفت، سیگنال به سرعت به آرایه ذخیره شیفت داده می‌شود. در هنگامیکه آرایه ذخیره خوانده می‌شود، آرایه تصویر می‌تواند سیگنال دیگری را دریافت کند. پس علی‌رغم غیاب یک شاتر پرسرعت، انتقال-فریم به‌طور پیوسته کار می‌کند.انتقال-فریم هائی که از روبرو در معرض نور قرار می‌گیرند هنوز مشکل تمام-فریم‌ها را دارند یعنی مقدار کم QE در بازهٔ طیف مرئی با QE بسیار پائین در UV. خاصیت هائی نظیر سی‌سی‌دی‌های از پشت در معرض تابش، کارکرد بدون شاتر، سرعت فریم نسبتاً بالا و QE بالا از مزایای کاربردی طراحی انتقال-فریم است.

### سی‌سی‌دی میان‌خطی
معماری میان‌خطی (به انگلیسی: Interline) در جستجوی زیاد برای سرعت طراحی شد. این نوع سی‌سی‌دی برای کاربردهای پرسرعت VIS-NIR با شدت سیگنال متوسط تا زیاد، ایدئال است. به هر حال بدست آوردن سرعت بالا و کار پیوسته در این نوع سی‌سی‌دی با هزینه همراه است و عواقب آن کاهش حساسیت مخصوصاً در محدودهٔ UV است. میان‌خطی شامل آرایه هائی کشیده از دیودهای حساس نوری است که به‌طور الکتریکی به یک ذخیره‌کنندهٔ سی‌سی‌دی در پائین ناحیه پوشیده شده متصل هستند. نواحی پوشیده شده و نواحی حساس به نور به‌طور متناوب در طول محورهای عمودی سی‌سی‌دی گسترده شده‌اند. مشخصه QE ناحیه پیکسل دیود، عالی است ولی به هر حال فقط ۲۵٪ از ناحیه سی‌سی‌دی دارای دیودهای فعال است و این به معنی ضریب پُری ۲۵٪ است. در نتیجه مقدار فتوالکترون‌ها در واحد مساحت کاهش یافته‌اند.

## فناوری حسگر ترکیبی
این نوع سی‌سی‌دی‌های با فناوری حسگر ترکیبی (به انگلیسی: Hybrid Sensor Technology) مزایای آشکارسازهای سی‌سی‌دی و سیماس را برای یک آشکارساز اختصاصی طیف‌سنج با حساسیت و سرعت‌های غیرمنطبق فراهم می‌کند. در سی‌سی‌دی‌های طیف نمای قدیمی، فتون‌های نوری به الکترون تبدیل می‌شوند و در آرایه‌ای دو بعدی از پیکسل‌ها ذخیره می‌شوند. الکترون‌های ذخیره شده هر پیکسل به‌طور عمودی به رجیستر آخر شیفت داده می‌شوند که به آن رجیستر افقی گفته می‌شود. هر پیکسل از این رجیستر تمامی الکترون‌های یک ستون را در فرایندی به نام binning در خود جمع می‌کند. سپس الکترون‌های جمع شده در رجیستر افقی به صورت افقی به گره خروجی شیفت داده می‌شوند، در آنجا خوانده شده و به سیگنال‌های ولتاژ تبدیل می‌شوند. حسگرهای سیماس نیز در فرایندی شبیه به سی‌سی‌دی‌ها فتون‌ها را تبدیل می‌کنند و تنها تفاوت در معماری و خواندن است. در وسایل سیماس، هر پیکسل شامل یک مدار بازخوانی است که مقدار فضای پیکسل را اشغال می‌کند. این موضوع باعث کاهش ضریب پُری و حساسیت می‌شود که روشنائی از پشت سیماس را غیر عملی می‌سازد. از سوئی دیگر این مدارات الکترونیکی مزایایی نیز دارند که از آن جمله می‌توان به دسترسی تصادفی به هر پیکسل، بازخوانی بدون تخریب (بی نقص) و بسیاری مزایای دیگر اشاره نمود. سیماس شرایطی را فراهم می‌کند که الکترونیک آنالوگ و دیجیتال در یک چیپ باشند که باعث کاهش اندازه و هزینه می‌شود. چند مدار بازخوانی و مدار الکترونیکی پردازشگر می‌توانند به یک پیکسل سیماس مرتبط شوند تا موجب کارکرد موازی شوند. این عمل باعث تحصیل سرعت بالاتر در مقایسه با سی‌سی‌دی‌ها می‌شود که در آن‌ها عمل بازخوانی، یک فرایند زنجیره‌ای طولانی است. تکنولوژی حسگر مختلط (HST) بازدهی وسایل سی‌سی‌دی را به قابلیت پردازش آنالوگ و دیجیتال سیماس پیوند می‌دهد. مشابه سی‌سی‌دی‌های سنتی، سی‌سی‌دی فتون‌ها را در گودال‌های پتانسیل خود دریافت و تبدیل می‌کند. سی‌سی‌دی می‌تواند از مقابل و از پشت، نور را دریافت کند که این امر موجب ایجاد حساسیت بالاتری نسبت به سیماسهای سنتی می‌شود. بار الکتریکی هر پیکسل توسط رجیسترهای عمودی به رجیستر افقی انتقال می‌یابد که این عمل همانند سی‌سی‌دی‌های قدیمی است و در عوض در این مرحله به جای شیفت بارها به‌طور افقی در رجیستر افقی، بار جمع شده به یک سیماس آشکارساز مختلط جدید انتقال می‌دهد. تکنولوژی ساخت به دلیل اتصال چیپ‌های سیلیکون سی‌سی‌دی به سیلیکون سیماس، بی‌نیاز از تقویت‌کننده‌های روی چیپ است. پس از اتمام انتقال، بار الکتریکی توسط یک تقویت‌کننده کم‌نویز (LNA) تقویت می‌شود. برای دستیابی به کارایی بالا و بدون نویز، تقویت‌کننده در فرکانس‌های در محدوده کیلوهرتز کار می‌کند. به هر حال از آنجائیکه بازخوانی به زیر شبکه هائی تقسیم می‌شود که هر یک دارای خروجی مختص به خود و متصل به یک مدار تقویت‌کننده مخصوص سیماس هستند، نتیجه کلی، خروجی با سرعتی بالا را فراهم می‌کنند.

## کاربرد در اخترشناسی
با توجه به راندمان بالای کوانتوم در سی‌سی‌دی‌ها، خطی بودن خروجی‌ها، سهولت استفاده در مقایسه با صفحات عکاسی، و بسیاری دلیل دیگر، سی‌سی‌دی‌ها به سرعت توسط ستاره‌شناس‌ها برای تقریباً تمامی کاربردهای فرابنفش تا فروسرخ (به انگلیسی: UV-to-Infrared) مورد استفاده قرار گرفته‌اند. نویز حرارتی و پرتوهای کیهانی ممکن است موجب تغییر پیکسل در آرایه‌های سی‌سی‌دی‌ها شود. برای مقابله با این آثار ستاره شناسان چندین بار سی‌سی‌دی‌ها را با شاتر باز و بسته در معرض اشعه قرار می‌دهند. به‌طور خاص، تلسکوپ هابل، یک سری مراحل پیشرفته را برای تبدیل داده‌های خام سی‌سی‌دی‌ها به عکس‌های مفید انجام می‌دهد.
دوربین‌های سی‌سی‌دی‌استفاده شده در عکاسی نجومی معمولاً نیازمند قاب‌های محکم و سکوهای تصویر برداری بسیار سنگین هستند تا بتوانند با لرزش‌های ناشی از جریان‌های باد و دیگر منابع، مقابله کنند.
برای گرفتن عکس‌های با زمان طولانی بازبودن دریچه دوربین، از کهکشان‌ها و سحابی‌ها، ستاره شناسان معمولاً از سیستم‌های هدایت خودکاراستفاده می‌کنند.
اکثر دستگاه‌های هدایت خودکار از تراشه سی‌سی‌دی‌ثانویه‌ای برای نظارت بار انحرافات در طول زمان تصویر برداری استفاده می‌کنند. این تراشه می‌تواند به سرعت خطاهای رخ داده در ردیابی را شناسایی کرده و به موتورهای تعبیه شده در قاب دوربین دستورهای لازم برای اصلاح خطای ایجاد شده را می‌دهد.
یکی از کاربردهای جالب سی‌سی‌دی‌ها در زمینه نجوم، که رانش-اسکن‌سازی (به انگلیسی: Drift-Scanning) نامیده می‌شود، استفاده از سی‌سی‌دی‌ها برای تبدیل یک تلسکوپ ثابت به تلسکوپی است که بتواند حرکت آسمان را دنبال و ردیابی کند.
نقشه‌برداری آسمانی دیجیتال اسلون یکی از معروف‌ترین نمونه‌های این نوع است.
علاوه بر اخترشناسی، سی‌سی‌دی‌ها در تک‌فام‌سازها (به انگلیسی: Monocromator)، طیف‌سنج‌ها و تداخل‌سنج ان-شکاف (به انگلیسی: N-Slit interferometer) استفاده می‌شوند.

## دوربین‌های رنگی
هر سی‌سی‌دی از میلیون‌ها سلول بنام فتوسایت یا فتودیود تشکیل شده‌است. این نقاط در واقع حسگرهای حساس به نوری هستند که اطلاعات نوری را به یک شارژ الکتریکی تبدیل می‌نمایند. وقتی اجزای نور که فتون نامیده می‌شود وارد بدنه سیلیکون فتوسایت می‌شود، انرژی کافی برای آزادسازی الکترونهایی که با بار منفی شارژ شده‌اند ایجاد می‌گردد. هر چه نور بیشتری وارد فتوسایت شود، الکترون‌های بیشتری آزاد می‌شود. هر فتوسایت دارای یک اتصال الکتریکی می‌باشد که وقتی ولتاژی به آن اعمال می‌شود، سیلیکون زیر آن پذیرای الکترون‌های آزاد شده می‌شود و همانند یک خازن برای آن عمل می‌کند؛ بنابراین هر فتوسایت دارای یک شارژ ویژه خود می‌باشد که هر چه بیشتر باشد، پیکسل روشن تری را ایجاد می‌کند. مرحله بعدی در این فرایند بازخوانی و ثبت اطلاعات موجود در این نقاط است. وقتی که شارژ به این نقاط وارد و خارج می‌شود، اطلاعات درون آن‌ها حذف می‌شود و از آنجایی که شارژ هر ردیف با ردیف دیگر کوپل می‌شود، مثل اینست که اطلاعات هر ردیف پشت ردیف قبلی چیده شود.

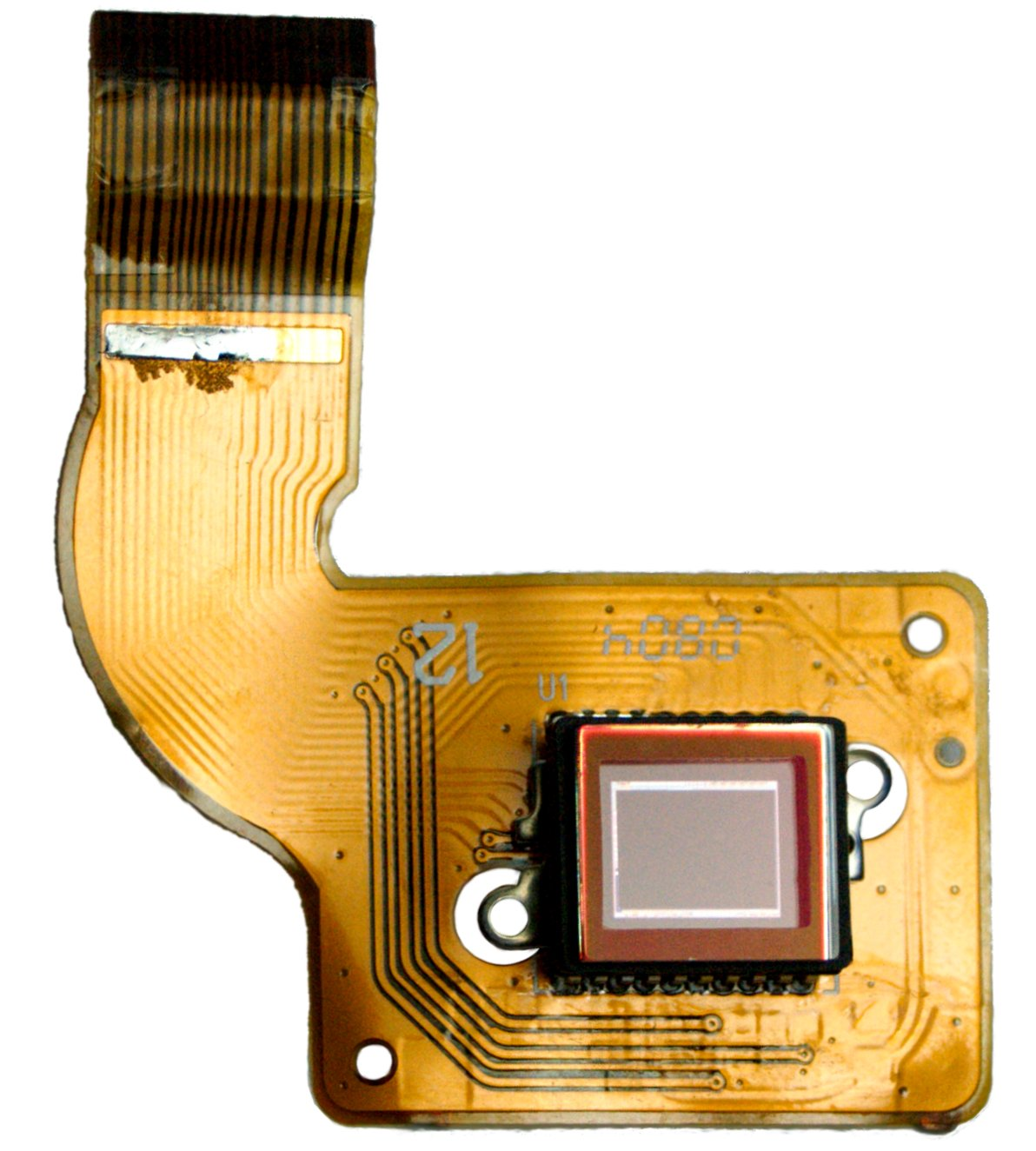
سی‌سی‌دی-Colorsensor.

سپس سیگنال‌ها در حد امکان بدون نویز وارد تقویت‌کننده شده و سپس وارد مبدل آنالوگ به دیجیتال می‌شوند. فتوسایت‌های روی یک سی‌سی‌دی فقط به نور حساسیت نشان می‌دهند، نه به رنگ. رنگ با استفاده از فیلترهای قرمز – سبز و آبی که روی هر پیکسل گذارده شده‌است شناسایی می‌شود. برای اینکه سی‌سی‌دی از چشم انسان تقلید کند، نسبت فیلترهای سبز دو برابر فیلترهای قرمز و آبی است. این بخاطر این است که چشم انسان به رنگ‌های زرد و سبز حساس تر است. چون هر پیکسل تنها یک رنگ را شناسایی می‌کند، رنگ واقعی (به انگلیسی: True Color) با استفاده از متوسط‌گیری شدت نور اطراف پیکسل که به میان‌یابی رنگ مشهور است، ایجاد می‌شود. جدیداً فوجی فیلم در طراحی سی‌سی‌دی دست به ابداع جالبی زده‌است. این شرکت به جای استفاده از آرایش مربعی برای فتوسایت‌ها، از فتوسایت‌های کاملاً متفاوت هشت ضلعی بزرگتری که در ردیفهایی با زاویه ۴۵ درجه مرتب شده‌اند استفاده کرده‌است. با این کار مشکل نویزهای سیگنال که برای فشردگی فتوسایت‌ها بر روی سی‌سی‌دی محدودیت ایجاد می‌کرد حل شده است. با این کار رنگ‌هایی واقعی تر و محدوده دینامیکی وسیعتر و حساسیت به نور بالاتر به دست می‌آید که نتیجه آن عکس‌های دیجیتالی شارپ تر و با رنگ‌های جذاب تر می‌باشد. از حسگرهای سی‌سی‌دی بیشتر در دوربین‌های درفضای آزاد (به انگلیسی: Outdoor) استفاده می‌شود.